# جنيه غامبي
الجنيه الغامبي كان العملة المتداولة في غامبيا خلال الفترة ما بين عامي 1965 و1971، والتي حلت محل جنيه غرب أفريقيا البريطاني. صدر الجنيه الغامبي لأول مرة في 5 أكتوبر (تشرين الأول) 1964، وكانت قيمته تُعادل قيمة جنيه إسترليني واحد، وكان يُقسّم إلى 20 شلنًا يحتوي كل منها على 12 بنسًا، واستمر إصداره وتداوله في غامبيا حتى عام 1971 عندما استُبدل بالدالاسي الغامبي.

## التاريخ
كانت غامبيا واحدة من مُستعمرات غرب أفريقيا البريطاني الذي خضع لهيمنة بريطانيا العظمى منذ أواخر القرن التاسع عشر. وكسائر المُستعمرات البريطانية الأخرى، استُخدم في غامبيا الجنيه الإسترليني بعد أن أصبح العملة المتداولة في الأراضي والمستعمرات والمحميات التي تسيطر عليها بريطانيا في دول وبلدان منطقة غرب أفريقيا، إلى أن أنشأت السلطات الاستعمارية البريطانية في لندن مجلس عملة غرب أفريقيا. والذي طرح عملة جديدة قابلة للتداول محليًّا في دول وبلدان منطقة غرب أفريقيا فقط، وهي جنيه غرب أفريقيا البريطاني. وفي أكتوبر (تشرين الأول) 1963، نالت غامبيا حكما ذاتيا ولم تعد مستعمرة خاضعة لبريطانيا، وعندئذ قرر مجلس عملة غرب إفريقيا إصدار عملة الجنيه الغامبي ليحل محل جنيه غرب إفريقيا البريطاني في غامبيا، وطلب من مطبعة الأوراق النقدية البريطانية برادبري ويلكنسون وشركاه المحدودة أن تتولى طباعة أوراق نقدية فريدة من فئات نصف جنيه غامبي و1 جنيه غامبي و5 جنيهات غامبية. صدرت العملة الجديدة خلال أربعة أيام من صدور مرسوم العملة الجديد تحت إشراف مجلس عملة غامبيا، والذي دخل إلى حيز التنفيذ في 1 أكتوبر (تشرين الاول) 1964. وفي 21 نوفمبر (تشرين الثاني) 1966 أصدر مجلس عملة غامبيا أول عملة معدنية لغامبيا، والتي سكتها دار سك العملة الملكية، لتحل محل العملات المعدنية البريطانية لغرب إفريقيا، وكانت العملات المعدنية الصادرة من فئة الواحد جنيه غامبي وفئة 4 شلن، وفي عام 1970، سُكّت عملة معدنية جديدة من فئة 8 شلنات. وفي عام 1971، تولى البنك المركزي الغامبي إدارة أصول والتزامات مجلس العملة الغامبي، وطُرحت عملة عشرية جديدة عُرفت باسم الدالاسي الغامبي لتحل محل الجنيه الغامبي، بحيث يُقسّم الدالاسي الواحد إلى 100 بوتوت. ومرة أخرى، تولت دار السك الملكية سكّ العملات المعدنية من فئات الدالاسي الغامبي، على حين تولت شركة برادبري ويلكنسون وشركاه المحدودة طباعة النقود الورقية من فئات العملة الجديدة.

## الإصدارات

### العملات المعدنية المسكوكة
أصدر مجلس العملة الغامبي في 18 فبراير (شباط) 1966 أولى العملات المعدنية من الجنيه الغامبي، والتي تولت إصدارها دار سك العملة الملكيّة، من فئة 1 بنس، وفئة 3 بنسات، وفئة 6 بنسات، وفئة الشلن الواحد، وفئة 2 شلن، وفئة 4 شلنات، ثُم صدرت لاحقًا في عام 1970 عملات معدنية من فئة 8 شلنات، وكانت جميع العملات المعدنية من فئات الجنيه الغامبي تحمل صورة الملكة إليزابيث الثانية على وجهها الأمامي. ويوضح الجدول التالي فئات العملات المعدنية التي صدرت من الجنيه الغامبي:
| القيمة   | تاريخ الإصدار | مادة الصنع       | الصورة التي تظهر على الوجه الخلفي للعملة |
| -------- | ------------- | ---------------- | ---------------------------------------- |
| بنس واحد | 1966          | البرونز          | قارب شراعي محلي                          |
| 3 بنسات  | 1966          | برونز الألومنيوم | طائر السنفور ذو الحافز المزدوج           |
| 6 بنسات  | 1966          | النيكل النحاسي   | صورة لثلاثة أشجار فول سوداني             |
| شلن واحد | 1966          | النيكل النحاسي   | صورة لنخيل الزيت                         |
| 2 شلن    | 1966          | النيكل النحاسي   | صورة الثور الأفريقي                      |
| 4 شلنات  | 1966          | النيكل النحاسي   | صورة التمساح الأفريقي ذو الأنف النحيف    |
| 8 شلنات  | 1970          | النيكل النحاسي   | صورة فرس النهر                           |

كانت عملة 8 شلنات المعدنية في غامبيا هي العملة الوحيدة التي سُكّت من هذه الفئة في العالم، وقد أعيد استخدام نفس تصميمات العملات المعدنية ما قبل العشرية في غامبيا لاحقًا عند إصدار العملات المعدنية من فئات عملة الدالاسي الجديدة.

### النقود الورقية
أصدر مجلس العملة الغامبي في 5 أكتوبر (تشرين الأول) 1964 نقودًا ورقية جديدة من فئة 10 شلن، وفئة الجنيه الغامبي، وفئة الخمسة جنيهات غامبية. استمر إصدار النقود الورقية من هذه الفئات حتى عام 1970، وقد حملت جميع النقود الورقية من فئات الجنيه الغامبي على وجهها الخلفي صورة لقارب شراعي في غابة. ويوضح الجدول التالي فئات النقود الورقية التي صدرت من الجنيه الغامبي حتى إلغاؤه في عام 1971:
| القيمة                     | اللون | الصورة التي تظهر على الوجه الخلفي للعملة             |
| -------------------------- | ----- | ---------------------------------------------------- |
| عشر شلنات (نصف جنيه غامبي) | أخضر  | صورة تبين السكان الأصليون يعتنون بمحاصيلهم في غامبيا |
| جنيه غامبي واحد (£1)       | أحمر  | صورة تظهر عمال يعملون في رصيف الميناء في غامبيا      |
| خمسة جنيهات غامبية (£5)    | أزرق  | صورة تظهر أشخاصا يستخدمون الآلات اليدوية في غامبيا   |